# ليس ماسيس دي رودا
بلدية ليس مازيِيس دي رودا (بالكاتالانية: les Masies de Roda) هي إحدى بلديات مقاطعة برشلونة، والتي تقع في منطقة كاتالونيا، شرق إسبانيا.
يبلغ عدد سكانها 767 نسمة وفقاً لإحصائية سنة (2007).